# Mnetěš
Mnetěš – miejscowość i gmina (obec) w Czechach, w kraju usteckim, w powiecie Litomierzyce. W 2022 roku liczyła 567 mieszkańców.